# Węzina
Węzina (deutsch Weeskendorf) ist ein Ort in der polnischen Woiwodschaft Ermland-Masuren. Er gehört zur Gmina Elbląg (Landgemeinde Elbing) im Powiat Elbląski (Kreis Elbing).

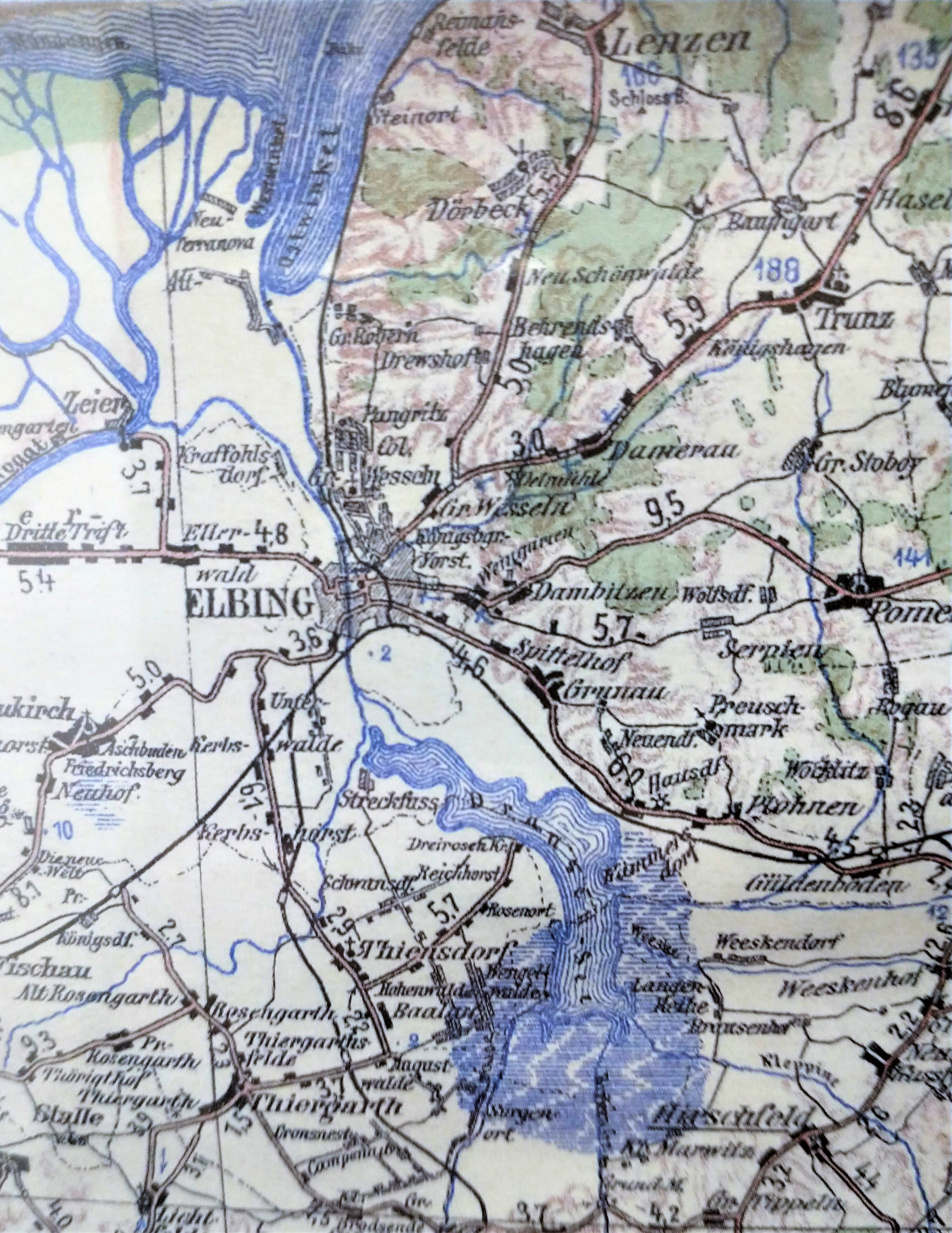
Übersichtskarte 1925 mit Weeskendorf am Ostufer des Drausensees

## Geographische Lage
Węzina liegt an der Wąska (Weeske) auf dem rechtsseitigen Ufer des Druzno (Drausensee) im nördlichen Westen der Woiwodschaft Ermland-Masuren, neun Kilometer westlich der früheren Kreisstadt Preußisch Holland (polnisch Pasłęk) bzw. 13 Kilometer südöstlich der heutigen Kreismetropole Elbląg (deutsch Elbing).

## Geschichte
Das seinerzeitige Weskendorf, erst nach 1820 Weeskendorf genannt, war ein Ort, in dem die Molkerei eine bedeutende Rolle spielte. Zur Ordenszeit war das Dorf ein Vorwerk der Komturei Elbing. Im Jahre 1820 war es ein königliches Bauerndorf mit 13 Feuerstellen bei 166 Einwohnern. Zugehörig waren die Orte Althof (polnisch Stary Dwór) und Kreuz (Krzyż).
Weeskendorf gehörte zu den Dörfern, die 1874 den neu errichteten Amtsbezirk Weeskenhof (polnisch Rzeczna) bildeten, der zum ostpreußischen Kreis Preußisch Holland im Regierungsbezirk Königsberg gehörte und – 1937 in „Amtsbezirk Drużno“ umbenannt – bis 1945 bestand.
Im Jahre 1910 lebten 228 Einwohner in Weeskendorf. Ihre Zahl belief sich im Jahre 1933 auf 247 und im Jahre 1939 auf 231.
Im Januar 1945 marschierte die Rote Armee in Weeskendorf ein. Zusammen mit dem gesamten südlichen Ostpreußen kam das Dorf im selben Jahr in Kriegsfolge zu Polen und erhielt die polnische Namensform „Węzina“. Heute ist der Ort Teil der Gmina Elbląg (Landgemeinde Elbing) im Powiat Elbląski (Kreis Elbing), von 1975 bis 1998 der Woiwodschaft Elbląg, seither der Woiwodschaft Ermland-Masuren zugehörig. Im Jahre 2021 zählte Węzina 168 Einwohner.

## Religion
Bis 1945 war Weeskendorf ein Kirchspielort der evangelischen Kirche in Preußisch Holland in der Kirchenprovinz Ostpreußen der Kirche der Altpreußischen Union, und außerdem der römisch-katholischen Pfarrei St. Josef in der Kreisstadt zugehörig.
Der Bezug zur katholischen Pfarrei St. Josef in Pasłek besteht noch heute, wobei Węzina jetzt als Filialgemeinde benannt wird. Auch ist Pasłęk evangelischerseits das gottesdienstliche Zentrum für Węzina, wobei die Stadt eine Filialgemeinde von Ostróda (Osterode) in der Diözese Masuren der Evangelisch-Augsburgischen Kirche in Polen ist.

## Verkehr
Węzina liegt an einer Nebenstraße, die von Komorowo Żuławskie (Kämmersdorf) über Dłużyna (Langenreihe) und Klepa (Kleppe) bis nach Jelonki (Hirschfeld) führt.
Komorowo Żuławskie resp. Kämmersdorf ist seit 1852 die nächste Bahnstation. Sie liegt an der früheren Preußischen Ostbahn, die von Berlin bis nach Königsberg (Preußen) führte und nach 1945 als Bahnstrecke Malbork–Braniewo von der Polnischen Staatsbahn (PKP) befahren wird.